# Eleições autárquicas portuguesas de 2001 no distrito da Guarda
| Eleições autárquicas portuguesas de 2001 Distritos: Aveiro \| Beja \| Braga \| Bragança \| Castelo Branco \| Coimbra \| Évora \| Faro \| Guarda \| Leiria \| Lisboa \| Portalegre \| Porto \| Santarém \| Setúbal \| Viana do Castelo \| Vila Real \| Viseu \| Açores \| Madeira |

## Resultados por concelho
Os resultados nos concelhos do Distrito da Guarda foram os seguintes:

### Aguiar da Beira
| Partido                 | Partido                                     | Votos | %               | +/-  | Vereadores | +/-     |
| ----------------------- | ------------------------------------------- | ----- | --------------- | ---- | ---------- | ------- |
|                         | Partido Social Democrata                    | 2 457 | 52,77 / 100,00  | 8,31 | 3 / 5      | Estável |
|                         | Grupo de Cidadãos (apoiado por PS e CDS-PP) | 1 986 | 42,65 / 100,00  | Novo | 2 / 5      | Novo    |
|                         | Coligação Democrática Unitária              | 41    | 0,88 / 100,00   | 0,49 | 0 / 5      | Estável |
| Votos Inválidos         | Votos Inválidos                             | 172   | 3,70 / 100,00   | 0,75 |            |         |
| Total                   | Total                                       | 4 656 | 100,00 / 100,00 |      | 5 / 5      |         |
| Eleitorado/Participação | Eleitorado/Participação                     | 5 993 | 77,69 / 100,00  | 5,01 |            |         |

### Almeida
| Partido                 | Partido                        | Votos | %               | +/-  | Vereadores | +/-     |
| ----------------------- | ------------------------------ | ----- | --------------- | ---- | ---------- | ------- |
|                         | Partido Social Democrata       | 3 278 | 53,34 / 100,00  | 7,61 | 3 / 5      | 1       |
|                         | Partido Socialista             | 2 427 | 39,50 / 100,00  | 9,40 | 2 / 5      | 1       |
|                         | Coligação Democrática Unitária | 123   | 2,00 / 100,00   | 0,18 | 0 / 5      | Estável |
|                         | Partido Popular                | 105   | 1,71 / 100,00   | 1,44 | 0 / 5      | Estável |
| Votos Inválidos         | Votos Inválidos                | 212   | 3,45 / 100,00   | 0,52 |            |         |
| Total                   | Total                          | 6 145 | 100,00 / 100,00 |      | 5 / 5      |         |
| Eleitorado/Participação | Eleitorado/Participação        | 8 742 | 70,29 / 100,00  | 2,06 |            |         |

### Celorico da Beira
| Partido                 | Partido                        | Votos | %               | +/-   | Vereadores | +/-     |
| ----------------------- | ------------------------------ | ----- | --------------- | ----- | ---------- | ------- |
|                         | Partido da Terra               | 2 952 | 45,76 / 100,00  | -     | 2 / 5      | -       |
|                         | PSD-CDS                        | 2 208 | 34,23 / 100,00  | -     | 2 / 5      | -       |
|                         | Partido Socialista             | 1 046 | 16,21 / 100,00  | 33,22 | 1 / 5      | 2       |
|                         | Coligação Democrática Unitária | 37    | 0,57 / 100,00   | 0,08  | 0 / 5      | Estável |
| Votos Inválidos         | Votos Inválidos                | 208   | 3,22 / 100,00   | 0,19  |            |         |
| Total                   | Total                          | 6 451 | 100,00 / 100,00 |       | 5 / 5      |         |
| Eleitorado/Participação | Eleitorado/Participação        | 8 573 | 75,25 / 100,00  | 4,55  |            |         |

### Figueira de Castelo Rodrigo
| Partido                 | Partido                        | Votos | %               | +/-  | Vereadores | +/-     |
| ----------------------- | ------------------------------ | ----- | --------------- | ---- | ---------- | ------- |
|                         | Partido Social Democrata       | 2 720 | 52,57 / 100,00  | 0,53 | 3 / 5      | Estável |
|                         | Partido Socialista             | 2 208 | 42,67 / 100,00  | 0,54 | 2 / 5      | Estável |
|                         | Coligação Democrática Unitária | 54    | 1,04 / 100,00   | 0,11 | 0 / 5      | Estável |
| Votos Inválidos         | Votos Inválidos                | 192   | 3,71 / 100,00   | 0,13 |            |         |
| Total                   | Total                          | 5 174 | 100,00 / 100,00 |      | 5 / 5      |         |
| Eleitorado/Participação | Eleitorado/Participação        | 6 666 | 77,62 / 100,00  | 3,16 |            |         |

### Fornos de Algodres
| Partido                 | Partido                        | Votos | %               | +/-   | Vereadores | +/-     |
| ----------------------- | ------------------------------ | ----- | --------------- | ----- | ---------- | ------- |
|                         | Partido Social Democrata       | 2 882 | 70,93 / 100,00  | 22,47 | 4 / 5      | 1       |
|                         | Partido Socialista             | 996   | 24,51 / 100,00  | 15,41 | 1 / 5      | 1       |
|                         | Coligação Democrática Unitária | 44    | 1,08 / 100,00   | 0,43  | 0 / 5      | Estável |
| Votos Inválidos         | Votos Inválidos                | 141   | 3,47 / 100,00   | 0,84  |            |         |
| Total                   | Total                          | 4 063 | 100,00 / 100,00 |       | 5 / 5      |         |
| Eleitorado/Participação | Eleitorado/Participação        | 5 475 | 74,21 / 100,00  | 3,76  |            |         |

### Gouveia
| Partido                 | Partido                        | Votos  | %               | +/-  | Vereadores | +/-     |
| ----------------------- | ------------------------------ | ------ | --------------- | ---- | ---------- | ------- |
|                         | Partido Social Democrata       | 4 995  | 48,14 / 100,00  | 7,76 | 4 / 7      | 1       |
|                         | Partido Socialista             | 4 597  | 44,31 / 100,00  | 4,71 | 3 / 7      | 1       |
|                         | Coligação Democrática Unitária | 329    | 3,17 / 100,00   | 0,76 | 0 / 7      | Estável |
| Votos Inválidos         | Votos Inválidos                | 454    | 4,38 / 100,00   | 0,34 |            |         |
| Total                   | Total                          | 10 375 | 100,00 / 100,00 |      | 7 / 7      |         |
| Eleitorado/Participação | Eleitorado/Participação        | 15 486 | 67,00 / 100,00  | 1,92 |            |         |

### Guarda
| Partido                 | Partido                        | Votos  | %               | +/-   | Vereadores | +/-     |
| ----------------------- | ------------------------------ | ------ | --------------- | ----- | ---------- | ------- |
|                         | Partido Socialista             | 11 904 | 47,65 / 100,00  | 8,64  | 4 / 7      | Estável |
|                         | Partido Social Democrata       | 10 606 | 42,46 / 100,00  | 10,34 | 3 / 7      | Estável |
|                         | Partido Popular                | 742    | 2,97 / 100,00   | 1,11  | 0 / 7      | Estável |
|                         | Coligação Democrática Unitária | 494    | 1,98 / 100,00   | 1,00  | 0 / 7      | Estável |
|                         | PCTP/MRPP                      | 206    | 0,82 / 100,00   | -     | 0 / 7      | -       |
| Votos Inválidos         | Votos Inválidos                | 1 029  | 4,12 / 100,00   | 0,41  |            |         |
| Total                   | Total                          | 24 981 | 100,00 / 100,00 |       | 7 / 7      |         |
| Eleitorado/Participação | Eleitorado/Participação        | 36 598 | 68,26 / 100,00  | 3,00  |            |         |

### Manteigas
| Partido                 | Partido                        | Votos | %               | +/-   | Vereadores | +/-     |
| ----------------------- | ------------------------------ | ----- | --------------- | ----- | ---------- | ------- |
|                         | Partido Social Democrata       | 1 318 | 51,48 / 100,00  | 14,05 | 3 / 5      | 1       |
|                         | Partido Socialista             | 1 041 | 40,66 / 100,00  | 6,32  | 2 / 5      | Estável |
|                         | Coligação Democrática Unitária | 109   | 4,26 / 100,00   | 1,06  | 0 / 5      | Estável |
| Votos Inválidos         | Votos Inválidos                | 92    | 3,59 / 100,00   | 0,71  |            |         |
| Total                   | Total                          | 2 560 | 100,00 / 100,00 |       | 5 / 5      |         |
| Eleitorado/Participação | Eleitorado/Participação        | 3 548 | 72,15 / 100,00  | 1,00  |            |         |

### Mêda
| Partido                 | Partido                        | Votos | %               | +/-   | Vereadores | +/-     |
| ----------------------- | ------------------------------ | ----- | --------------- | ----- | ---------- | ------- |
|                         | Partido Social Democrata       | 2 395 | 50,56 / 100,00  | 6,43  | 3 / 5      | Estável |
|                         | Partido Socialista             | 2 080 | 43,91 / 100,00  | 37,26 | 2 / 5      | 2       |
|                         | Coligação Democrática Unitária | 59    | 1,25 / 100,00   | 0,69  | 0 / 5      | Estável |
| Votos Inválidos         | Votos Inválidos                | 203   | 4,28 / 100,00   | 0,48  |            |         |
| Total                   | Total                          | 4 737 | 100,00 / 100,00 |       | 5 / 5      |         |
| Eleitorado/Participação | Eleitorado/Participação        | 6 467 | 73,25 / 100,00  | 4,56  |            |         |

### Pinhel
| Partido                 | Partido                        | Votos  | %               | +/-  | Vereadores | +/-     |
| ----------------------- | ------------------------------ | ------ | --------------- | ---- | ---------- | ------- |
|                         | Partido Social Democrata       | 3 148  | 45,94 / 100,00  | 7,38 | 4 / 7      | 1       |
|                         | Partido Socialista             | 3 012  | 43,96 / 100,00  | 8,80 | 3 / 7      | 1       |
|                         | Partido Popular                | 266    | 3,88 / 100,00   | 1,00 | 0 / 7      | Estável |
|                         | Coligação Democrática Unitária | 81     | 1,18 / 100,00   | 0,28 | 0 / 7      | Estável |
| Votos Inválidos         | Votos Inválidos                | 345    | 5,04 / 100,00   | 0,70 |            |         |
| Total                   | Total                          | 6 852  | 100,00 / 100,00 |      | 7 / 7      |         |
| Eleitorado/Participação | Eleitorado/Participação        | 11 264 | 60,83 / 100,00  | 2,55 |            |         |

### Sabugal
| Partido                 | Partido                        | Votos  | %               | +/-  | Vereadores | +/-     |
| ----------------------- | ------------------------------ | ------ | --------------- | ---- | ---------- | ------- |
|                         | PSD-CDS                        | 5 535  | 51,08 / 100,00  | -    | 4 / 7      | -       |
|                         | Partido Socialista             | 4 614  | 42,58 / 100,00  | 1,79 | 3 / 7      | Estável |
|                         | Coligação Democrática Unitária | 182    | 1,68 / 100,00   | 0,05 | 0 / 7      | Estável |
| Votos Inválidos         | Votos Inválidos                | 504    | 4,65 / 100,00   | 0,27 |            |         |
| Total                   | Total                          | 10 835 | 100,00 / 100,00 |      | 7 / 7      |         |
| Eleitorado/Participação | Eleitorado/Participação        | 15 628 | 69,33 / 100,00  | 6,45 |            |         |

### Seia
| Partido                 | Partido                        | Votos  | %               | +/-  | Vereadores | +/-     |
| ----------------------- | ------------------------------ | ------ | --------------- | ---- | ---------- | ------- |
|                         | Partido Socialista             | 9 479  | 58,98 / 100,00  | 5,94 | 5 / 7      | Estável |
|                         | Partido Social Democrata       | 4 769  | 29,67 / 100,00  | 6,53 | 2 / 7      | Estável |
|                         | Coligação Democrática Unitária | 975    | 6,07 / 100,00   | 1,95 | 0 / 7      | Estável |
| Votos Inválidos         | Votos Inválidos                | 848    | 5,27 / 100,00   | 0,88 |            |         |
| Total                   | Total                          | 16 071 | 100,00 / 100,00 |      | 7 / 7      |         |
| Eleitorado/Participação | Eleitorado/Participação        | 25 770 | 62,36 / 100,00  | 0,16 |            |         |

### Trancoso
| Partido                 | Partido                        | Votos  | %               | +/-  | Vereadores | +/-     |
| ----------------------- | ------------------------------ | ------ | --------------- | ---- | ---------- | ------- |
|                         | Partido Social Democrata       | 4 068  | 53,12 / 100,00  | 7,71 | 4 / 7      | Estável |
|                         | Partido Socialista             | 2 983  | 38,95 / 100,00  | 5,67 | 3 / 7      | Estável |
|                         | Partido Popular                | 258    | 3,37 / 100,00   | 1,06 | 0 / 7      | Estável |
|                         | Coligação Democrática Unitária | 43     | 0,56 / 100,00   | 0,56 | 0 / 7      | Estável |
| Votos Inválidos         | Votos Inválidos                | 306    | 4,00 / 100,00   | 0,42 |            |         |
| Total                   | Total                          | 7 658  | 100,00 / 100,00 |      | 7 / 7      |         |
| Eleitorado/Participação | Eleitorado/Participação        | 10 579 | 72,39 / 100,00  | 5,66 |            |         |

### Vila Nova de Foz Côa
| Partido                 | Partido                        | Votos | %               | +/-  | Vereadores | +/-     |
| ----------------------- | ------------------------------ | ----- | --------------- | ---- | ---------- | ------- |
|                         | Partido Social Democrata       | 2 907 | 48,21 / 100,00  | 2,00 | 3 / 5      | Estável |
|                         | Partido Socialista             | 2 734 | 45,34 / 100,00  | 3,71 | 2 / 5      | Estável |
|                         | Partido Popular                | 99    | 1,64 / 100,00   | 0,46 | 0 / 5      | Estável |
|                         | Coligação Democrática Unitária | 60    | 1,00 / 100,00   | 1,05 | 0 / 5      | Estável |
| Votos Inválidos         | Votos Inválidos                | 230   | 3,81 / 100,00   | 0,21 |            |         |
| Total                   | Total                          | 6 030 | 100,00 / 100,00 |      | 5 / 5      |         |
| Eleitorado/Participação | Eleitorado/Participação        | 8 539 | 70,62 / 100,00  | 2,52 |            |         |